# St. Louis blues
O St. Louis blues é um tipo de blues. É usualmente baseado em piano, mais do que outras formas de blues. É comparado ao jump blues, ragtime e piano blues. Tipicamente, um pequeno número de cantores, um pianista e alguns outros instrumentos (usados primariamente para o ritmo) compõem a banda.

## Principais artistas
- Fontella Bass
- Chuck Berry
- Henry Brown
- Teddy Darby
- Walter Davis
- Donny Hathaway
- James "Stump" Johnson
- Johnnie Johnson
- Lonnie Johnson
- Albert King
- Robert Lockwood, Jr.
- Jimmy McCracklin
- Robert Nighthawk
- Speckled Red
- St. Louis Jimmy Oden
- Bennie Smith
- Roosevelt Sykes
- Henry Townsend
- Ike Turner
- Peetie Wheatstraw